# 瑪麗蕾迪·保利諾
瑪麗蕾迪·保利諾（西班牙語：Marileidy Paulino，1996年10月25日—），多米尼加共和國田徑運動員，她代表多米尼加共和國隊參加了日本舉行的2020年夏季奧林匹克運動會，並且在女子400米和混合4×400米接力比賽上獲得銀牌。